# Hans Wolter (Kirchenhistoriker)
Hans Wolter SJ (* 28. Juli 1910 in Oberhausen; † 11. September 1984 in Frankfurt am Main) war ein deutscher römisch-katholischer Priester und Theologe.

## Leben
Der Sohn des Schreinermeisters Johannes Wolter und seiner Ehefrau Elisabeth besuchte das Realgymnasium Oberhausen und studierte ab 1928 in Bonn und später in Tübingen Philosophie, Geschichte und Anglistik. Seit dieser Zeit gehörte er den katholischen Studentenverbindungen KDStV Ripuaria Bonn und AV Guestfalia Tübingen im CV an. Im Frühjahr 1932 trat er in ’s-Heerenberg in das Noviziat der Gesellschaft Jesu ein. Er studierte Philosophie in Pullach und Theologie im Ignatiuskolleg in Valkeberg. Jozef Hubert Willem Lemmens weihte ihn am 19. September 1939 zum Priester.  Von 1942 bis 1945 war er Kaplan in Recklinghausen; gleichzeitig war er an der Theologischen Fakultät in Münster immatrikuliert und studierte bei Michael Schmaus, Joseph Lortz und Gerd Tellenbach. Gleich nach Kriegsende wurde er als Kollegsminister an das neuernannte Ordenskolleg in Büren gesandt. 1948/49 machte er das Tertiat in Dublin (Irland). Nach Ablegung der Professgelübde am 2. Februar 1950 und der Promotion in Tübingen am 14. Januar 1952 (Ordericus Vitalis. Ein Beitrag zur kluniazensischen Geschichtsschreibung) lehrte er von 1964 bis 1978 als Ordinarius für Kirchengeschichte an der  Philosophisch-Theologischen Hochschule Sankt Georgen.

## Schriften (Auswahl)
- Ordericus Vitalis. Ein Beitrag zur kluniazensischen Geschichtsschreibung. Wiesbaden 1955, OCLC 837073218.
- Frankfurt am Main als Ort christlich-abendländischer Begegnung. Frankfurt am Main 1957, OCLC 1070105847.
- als Herausgeber: Testimonium veritati. Philosophische und theologische Studien zu kirchlichen Fragen der Gegenwart. Herrn Dr. Wilhelm Kempf, Bischof von Limburg, zur Vollendung seines 65. Lebensjahres. Frankfurt am Main 1971, ISBN 3-7820-0227-X.
- mit Henri Holstein: Lyon I/Lyon II. Mainz 1972, OCLC 468373363.
- mit Hans-Georg Beck, Karl August Fink, Erwin Iserloh und Josef Glazik: Vom kirchlichen Hochmittelalter bis zum Vorabend der Reformation. Darmstadt 2017, ISBN 978-3-534-26890-0.